# Julio César Britos
Julio César Britos Vázquez (Montevideo, 1926. május 18. – Montevideo, 1998. március 27.) világbajnok uruguayi labdarúgó, csatár, edző.

## Pályafutása

### Klubcsapatban
1947 és 1953 között a Peñarol, 1953–54-ben a spanyol Real Madrid labdarúgója volt. Mindkét csapattal két-két bajnoki címet nyert.

### A válogatottban
1947 és 1952 között 12 alkalommal szerepelt az uruguayi válogatottban és hat gólt szerzett. Az 1950-es brazíliai világbajnokságon aranyérmes lett a csapattal.

### Edzőként
1965-ben a venezuelai Deportivo Galicia, 1966-ban a paraguayi Club Guaraní vezetőedzője volt. 1970-ben ismét a Deportivo Galicia szakmai munkáját irányította.

## Sikerei, díjai
Uruguay
- Világbajnokság
  - aranyérmes: 1950, Brazília

 Peñarol
- Uruguayi bajnokság
  - bajnok (2): 1949, 1951

 Real Madrid
- Spanyol bajnokság
  - bajnok (2): 1953–54, 1954–55